# Coverrun

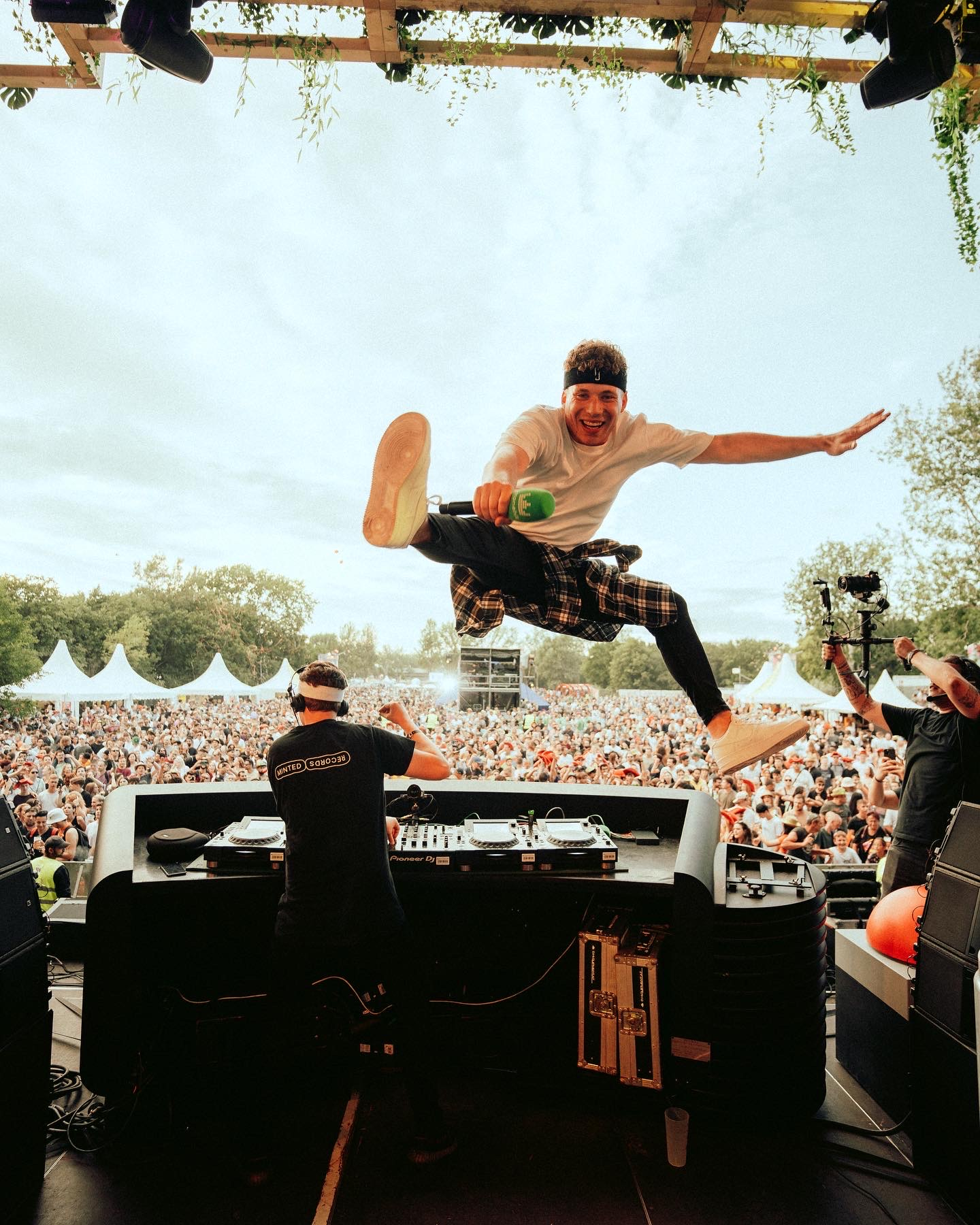
Coverrun am Donauinselfest Wien 2022

Coverrun ist ein österreichisches House- und Dance-Duo aus Linz, das aus den DJs Julius Ferdinand Gibus (* 25. April 1997 in Linz) und Julius Klaus Maria Zwirtmayr (* 8. Juni 1998 in Freistadt) besteht. Ihren Durchbruch erlangten sie 2021 mit ihrer Single VOY. Sie sind bekannt für ihre regelmäßigen Auftritte in Clubs und bei Festivals wie dem Donauinselfest sowie auch als Support act bei Konzerten von Timmy Trumpet oder Steve Aoki.

## Geschichte
In ihrer frühen Jugend begannen Gibus und Zwirtmayr unabhängig voneinander mit der Produktion von elektronischer Musik und dem „Auflegen“ und lernten sich 2014 über das damalige Mitglied Felix Steffan (bis 2016) kennen. Der erste gemeinsame Auftritt erfolgte 2015. Nach mehreren kleineren Auftritten bei lokalen Veranstaltungen erfolgte 2017 die erste Single Sunset Lugar mit Sebastian Grimus als auch ein Auftritt am Lake Festival.
Im Folgejahr 2018 war das Duo die Vorband für Steve Aoki in der Salzburgarena und der Marx-Halle Wien und Timmy Trumpet in der Linzer TipsArena.
Mit ihren langjährigen Partnern Kevin Ortner und David Bernecker gründeten Gibus und Zwirtmayr 2020 während der COVID-19-bedingten Zwangspause ihr Label Minted Records. Das Label ist überwiegend auf die Veröffentlichung von House, Electro-House und Future House ausgelegt. Ebenfalls ist das Label seit 2022 auch auf Musik und Kunst als NFTs spezialisiert.
Im Frühjahr 2021 veröffentlichte das Duo die Single VOY auf dem Label DIEgital Records, distributiert von Sony Music Entertainment, welche europaweites Airplay im Radio hatte und in Österreich Platz 1 der Shazam (Dienst)–Discovery Charts erreichte. Das Fachmagazin We Rave You bezeichnete den Song als "soon to be summer anthem".

Im Sommer 2022 folgten mehrere internationale Auftritte in Italien, Kroatien und Deutschland und auf österreichischen Events wie am Red Bull Ring und dem Donauinselfest.

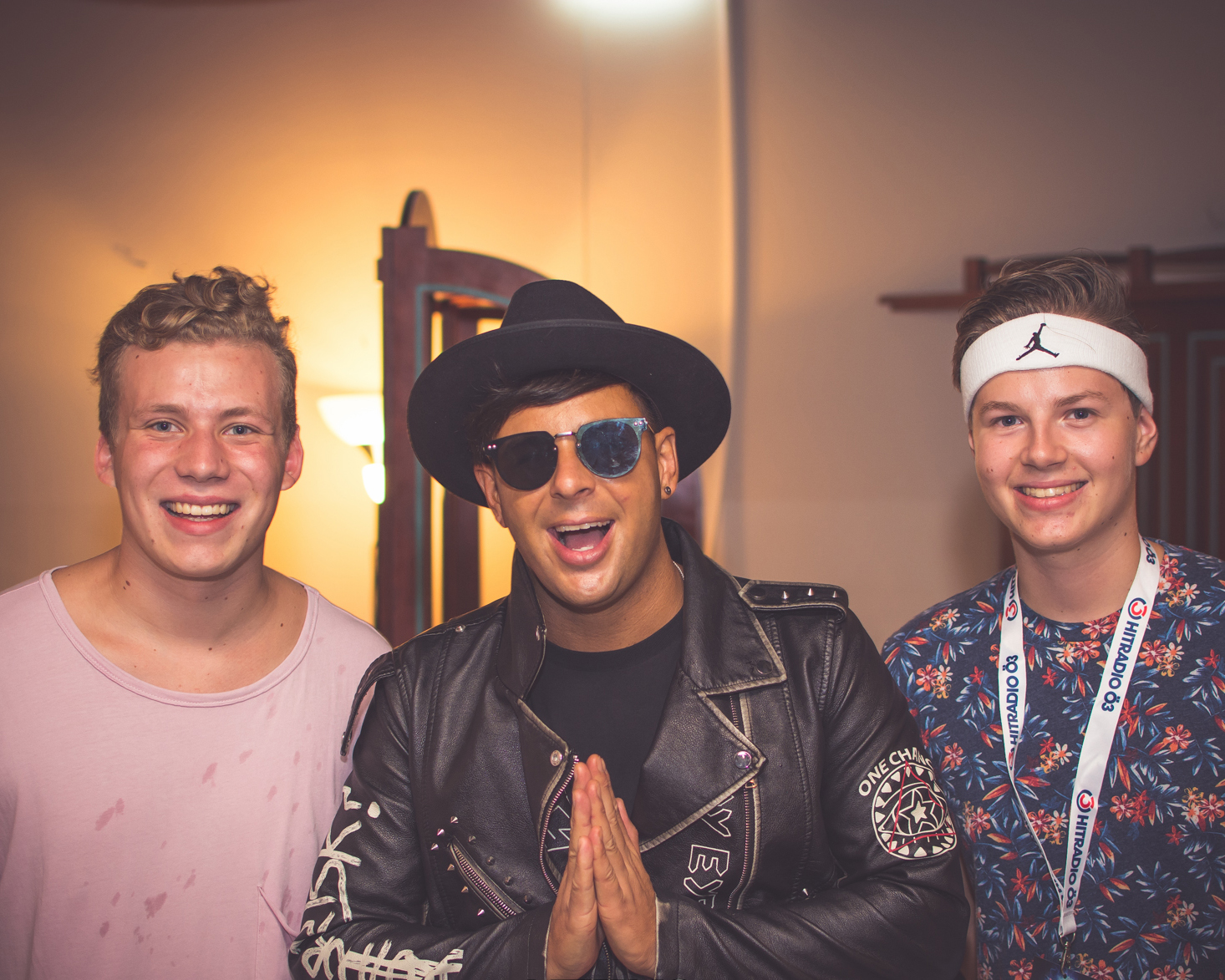
Coverrun mit Timmy Trumpet (2017)

## Diskografie
EPs:
- 2024: Coverrun III

Singles:
- 2017: Sunset Lugar (feat. Sebastian Grimus)
- 2017: No Sense
- 2018: Together
- 2019: I Need
- 2019: Sun Goes Down
- 2020: So Sexy
- 2020: The Light (mit R!GO, Rene Rodrigezz)
- 2021: Maserati (mit woofa kid)
- 2021: VOY (feat. Costa & Quanta)
- 2021: Best Life
- 2022: Best Life (Club Mix)
- 2022: La Noche
- 2022: Stuck In Pause
- 2022: Stuck In Pause (LoFi Mix) [mit Captain Emotion]
- 2023: Stuck In Pause (Acoustic)
- 2023: Miezekatze (mit woofa kid & Yellow Is The New White)
- 2023: Snake Whisperer (mit Gigo‘N‘Migo)
- 2024: Addicted To You (feat. tyler hooks)
- 2024: Heavenly (feat. tyler hooks)
- 2024: Fill Me Up (feat. J Fitz)